# Eivør
Eivør Pálsdóttir (Syðrugøta, 21. srpnja 1983.), poznatija samo kao Eivør, farska je pjevačica i kantautorica. Rođena je i odrasla u Syðrugøti, a kao trinaestogodišnjakinja održala je svoj prvi nastup koji se prenosio na televiziji. U svojoj je karijeri snimala pjesme različitih žanrova, među kojima se nalaze narodna glazba, art pop, jazz, folk rock, klasična glazba i electronica.

## Karijera
Godine 1999. postala je pjevačica skupine Clickhaze, a iduće je godine objavila prvi samostalni album Eivør Pálsdóttir. Godine 2001. Clickhaze je pobijedio na natjecanju za najbolju pjesmu pod imenom Prix Føroyar. Godinu dana poslije Eivør se preselila u Reykjavik kako bi studirala glazbu, a iste je godine objavila album sa sastavom Yggdrasil.
Nakon što je njezin drugi studijski album Krákan objavljen 2003., Eivør je bila nominirana za nagradu u tri kategorije na dodjeli Islandskih glazbenih nagrada; osvojila je nagradu za najbolju pjevačicu i najbolju izvođačicu premda nagrade u tim kategorijama uglavnom osvajaju islandski glazbenici. Iste je godine sudjelovala na glazbenom natjecanju Söngvakeppni Sjónvarpsins na kojem se bira pjesma za Pjesmu Eurovizije, a pjevala je pjesmu "Í Nótt".
Godine 2005. Eivør je proglašena "Ferojkom godine". Iste je godine DR Big Band objavio album u sklopu četrdesete godina postojanja, a pjesme na tom uratku napisala je i pjevala Eivør. Za skladanje i izvedbu pjesme "Úlfhamssaga", utemeljene na nordijskim sagama, te je godine osvojila islandsku nagradu Gríma.
Njezin je peti album Mannabarn objavljen 2007., a u isto je vrijeme u prodaju puštena inačica tog albuma na engleskom jeziku pod imenom Human Child. Snimanje tog uratka odvijalo se od 2006. do početka 2007. u Dublinu, a Dónal Lunny izabran je za producenta. Mannabarn se pojavio na 39. mjestu danske glazbene ljestvice Tracklisten.
Godine 2008. surađivala je s britanskim skladateljem Gavinom Bryarsom na skladbi "Tróndur i Gøtu", utemeljenoj na istoimenom starješini, a s njom je pjevao basist Rúni Brattaberg. Skladba je uživo izvedena u Gøtugjógvu 12. srpnja 2008. Dvije godine poslije Eivør je objavila album Larva, na kojem se snažno odmaknula od narodne glazbe i priklonila eksperimentalnijem i elektroničkom glazbenom stilu.
Godine 2012. udala se za farskog skladatelja Tróndura Bogasona, a iste su godine zajedno radili na albumu Room, koji je osvojio tri nagrade na dodjeli Farskih glazbenih nagrada – za najbolju pjevačicu, najboljeg umjetnika i album godine. Godinu dana poslije obradila je pjesmu "Den vilda" skupine One More Time, koju je pjevala na islandskom jeziku; pjesma se pojavila na ljestvici Tónlist TV-a.
Eivør je 2015. objavila albume Bridges i Slør; na prvom pjeva na engleskom, a na drugom na farskom jeziku. U intervjuu s internetskim sajtom Stacja Islandia svoj je rad na pjesmama s tih albuma opisala ovako: "Često bi mi se dogodilo da napišem stih na engleskom, a potom bi uslijedio stih na farskom kao neka vrsta odraza. Pjesme su uglavnom napisane u parovima. Zbog toga su ti albumi dva različita djela, ali ih ipak veže jedinstvo. Ovo mi je već više od dvije godine projekt iz snova."
Godinu dana poslije surađivala je s Bearom McCrearyjem na glazbi za videoigru God of War, a pjesme za taj projekt iste je godine uživo izvela s orkestrom na Electronic Entertainment Expou. Te je godine ponovno surađivala sa skupinom DR Big Band i zajedno su objavili orkestralni album At the Heart of a Selkie. 
Godine 2018. surađivala je s Johnom Lunnom na glazbi za televizijsku seriju Posljednje kraljevstvo, a 2020. je objavljen njezin album Segl.
Godine 2021. osvojila je nagradu Nordic Council Music Prize.

## Diskografija
Studijski albumi
- Eivør Pálsdóttir (2000.)
- Krákan (2003.)
- Eivør (2004.)
- Mannabarn (2007.)
- Larva (2010.)
- Room (2012.)
- Bridges (2015.)
- Slør (2015.)
- Segl (2020.)
- Enn (2024.)

## Vanjske poveznice

### Sestrinski projekti
|  | Zajednički poslužitelj ima još gradiva o temi Eivør Pálsdóttir |

### Mrežna mjesta
- Službene stranice
- Eivør na Discogsu
- Eivør na AllMusicu